# Leif Mikkelsen (billedkunstner)
 Der er flere personer med dette navn, se Leif Mikkelsen.
Leif Mikkelsen (født 12. december 1938 i Hundborg, død 20. februar 2008 i Middelfart) var en konkret billedkunstner med visuelt virkende sammensætninger som sit speciale.
Leif Mikkelsen lod gennem årene sine former inspirere af bl.a. mexikansk oldkultur, og siden midt i 1980’erne blev det især det nonfigurative islamiske ornamentik, der dannede grundlag for kompositioner, der på en gang bruger mønstrene og samtidig opløser dem.

## Vigtige udstillinger
- Danmarks Fjernsyn, 1963
- Galerie 13, København, 1966
- Kunstnernes Vietnam-udstilling, København 1966
- POEX 70, København og Århus, 1970
- The Art Centre, San Diego, California, 1971
- Filosofgangen, Odense, 1975
- Skovgaard Museet, Viborg, 1975-76
- MODUL I : I, Odense, 1979
- Randers Kunstmuseum, 1980
- MODUL I : I, Det Danske Hus, Paris, 1980
- Jyllands-Postens Kunstforening, 1982
- Nordefjords, Hjørring Kunstmuseum, 1982
- Københavnstrup, Charlottenborg, 1982
- Kunstpavillonen, Esbjerg, 1985
- POL 66, 1984, '85, '86, '87
- FLASH, Fyns Kunstmuseum, 1986
- Galleri FLASH, 1986, '87
- Esbjerg Kunstpavillon, 1988
- Homo Futurus (samarbejde med Lego), Brandts Klædefabrik, Odense, 1989
- 7+7 1st Joint Venture, Fyns Kunstmuseum, Charlottenborg, København og museer i Kiev, Odessa, Kharkov USSR, 1990

## Udsmykninger
- Odense Sygehus
- Svendborg Sygehus
- Kvaglundskolen, Kvaglund, Esbjerg
- Bikuben, Assens
- Revision Fyn, Odense
- Klingenberg Musikhus, Odense
- Hotel Interscan (nu Scandic Hotel Sønderborg[2]), Sønderborg
- Odense Banegårdscenter

## Repræsenteret på
- Fyns Kunstmuseum (Nu Brandts), Odense
- Tornbjerg Gymnasium